# خوسيه أنطونيو سالغيرو
خوسيه أنطونيو سالغيرو (بالإسبانية: José Antonio Salguero García)‏ هو لاعب كرة قدم إسباني في مركز الدفاع، ولد في 25 يناير 1960 في فوينتي دي بييدرا في إسبانيا. لعب مع ريال مدريد ونادي إشبيلية.